# Nadhim Shaker
Nadhim Shaker, född 13 april 1958, död 11 september 2020, var en irakisk fotbollsspelare samt förbundskapten för Iraks herrlandslag i fotboll. Han var assisterande tränare för Iraks landslag åren 2009–2010. Shaker avled i sviterna av coronapandemin.

## Spelarkarriär
Nadhim Shaker var en av de mest talangfulla försvararna i den irakiska fotbollens historia. Han började sin spelarkarriär på al-Amal år 1976 innan han flyttade till al-Tayaran (al-Quwa al-Jawiya) följande år och spelade för klubben fram till sin pension år 1998. Han var med och representerade Irak i Världsmästerskapet i fotboll 1998.

## Tränaruppdrag
- 1989-1991 al-Salam
- 1991-1993 al-Sinaa
- 1993-1994 al-Karmal, Jordanien
- 1994-1995 al-Karkh
- 1996-1997 Duhok FC
- 1997-1998 al-Naft
- 1998      Primeira Liga
- 1998-2000 al-Quwa al-Jawiya
- 2001-2002 Arbil
- 2002-2003 al-Quwa al-Jawiya
- 2003-2004 Ras al-Khayma, Förenade arabemiraten
- 2004-2005 Duhok FC
- 2005-2007 Arbil
- 2007      Ararat
- 2007-2008 Primeira Liga
- 2009-2010      Irak